# Sunnervikens domsaga
Sunnervikens domsaga (före mitten av 1800-talet kallad Lane, Stångenäs, Sörbygdens, Tunge och Sotenäs häraders domsaga) var mellan 1698 och 1970 en domsaga i Göteborgs och Bohus län. 
Domsagan lydde under Göta hovrätt till 1948, därefter till Hovrätten för Västra Sverige. Domsagan omfattade häraderna Lane, Stångenäs, Sörbygden, Tunge och Sotenäs. 
Domsagan bildades 1698 och upphörde 31 december 1970 då verksamheten överfördes till Uddevalla tingsrätt.

## Tingslag
- Lane tingslag till 25 augusti 1917
- Tunge, Stångenäs, Sörbygdens och Sotenäs tingslag från 1732 till 25 augusti 1917
- Sunnervikens tingslag från 25 augusti 1917

## Häradshövdingar
- 1698–1720 Petter Kall
- 1720–1724 Herman Ratterey
- 1724–1746 Sten Cederfelt
- 1747–1789 Carl Rahmn
- 1789–1797 Adolf Fredrik Rahmn
- 1798–1805 Vilhelm Klinteberg
- 1805–1826 Olof Werlin
- 1828–1855 Abraham Magnus Westerdahl
- 1856–1907 Axel Mauritz Rosenquist af Åkershult
- 1908–1918 Axel Reinhold Östergren
- 1919–1940 Ivar Arthur Koch
- 1940–1954 Nils Johan Carl Thorsten Gislander
- 1955–1960 Jean Gustaf Louis Olsson
- 1961–1970 Nils Emil Berglund